# Kasabian
Kasabian és un grup britànic format a la ciutat de Leicester.
Els seus membres són:
- Tom Meighan - veu
- Serge Pizzorno - guitarra elèctrica
- Christopher Edwards - baix
- Chris Karloff - guitarra i sintetitzadors

Aquest grup és sovint comparat amb altres bandes britàniques com ara Primal Scream, per similituds quant a acústica i a la seva fusió entre música electrònica i rock indie, i també amb el conegut grup Oasis.
El seu nom prové de Linda Kasabian, membre de la família Manson.